# Petr Hošek
Petr Hošek (sinh 1 tháng 4 năm 1989) là một tiền đạo bóng đá Cộng hòa Séc hiện tại thi đấu cho 1. FC Tatran Prešov.
Vào tháng 1 năm 2011, anh ký hợp đồng 3 năm cho Senica.